# アイマラ語
アイマラ語は、アイマラ族が用いている言語。ボリビアとペルーの公用語の一つ。1984年にボリビアで、1985年にペルーで、それぞれ法律により公式のアイマラ語が制定されている。各国の最近の国勢調査によると、ボリビアには1,237,658人、ペルーには296,465人、チリには48,477人のアイマラ語を話す人がいるとされる。

## 歴史と現在
アイマラ語は、もともとペルー中央部リマ県の山間部に起源があるハケ語族(Jaqi）に含まれる。この系統の語族の中には、ハカル語やカウキ語が含まれる。こういったことから、アイマラ族は、ティワナク崩壊後にペルー方面からチチカカ湖周辺に下ってきたという説がある。しかし、言語学者で支持する研究者は少なく、詳しいことはわかっていない。リマ県の山間部にあった同系統のハケ語族はスペイン語に吸収されていったが、スペイン人の侵略以前は、かなり広範囲にハケ語系言語が現在のペルー南部地域で話されていた。また、16世紀のスペイン人の侵略時には、クスコやアヤクーチョでもアイマラ語やそれに近い系統の言語を話す人々が多かったことが記録されている。モケグア県やアレキパ県もアイマラ語圏であったという。
ボリビアでは、ラパス県、オルロ県、ポトシ県に集中しており、ペルーではプーノ県に集中している。
また、1970年代初頭に調査を行ったLucy Therina Briggsによれば、アイマラ語は、北方言と南方言に分かれるという。北方言はチチカカ湖周辺、南方言はポオポ湖周辺に分布しており、その中間形態がペルーのモケグワ県とタクナ県で話されているという。さらに、これらの方言区分とは別に、都市部で用いられる中央方言、遠隔地域で話される周辺方言とに、Briggsは分けている。これは接辞の音韻の変化などに基づいている。

現在もボリビア、ペルーなどで話されているが、アイマラ語しか話せない人は近年少なくなっている。特に都市部ではアイマラ語しか話せない人はほぼいない。むしろ、アイマラ族が多数居住するエル・アルト市においても、アイマラ語を全く解さずスペイン語しか話せないという人が若者を中心に増えてきている。
近年は古い文化を見直す動きが高まっており、アイマラ語についても衰退させないための活動が増えてきている。例えばボリビアでは、アイマラ語専門のラジオ局ができたり、医師には勉強を義務づけるなどの動きがある。また、インターネットから利用できるアイマラ語辞書のページも作られた。ウィキペディアにもアイマラ語版が存在する。アイマラ語の新聞も出版されている。しかし、都市部においては、実際は日常生活でアイマラ語が多く利用されることはほとんどなく、またアルファベット化の問題もあり、日常生活で文字文化として触れる機会は少ない。ただし、ラパスやプーノでも市場などではよく話されている。
ペルーやボリビアでは、小学校からスペイン語教育が徹底されるため、早くからスペイン語に触れる機会が増えてきている。また、商業や通信などほとんどの場で、アイマラ語に触れる機会が少ないため（ただし、電話のインフォメーションなどではアイマラ語やケチュア語が選択できる）、あるいはアイマラ語を必要としないため、都市部に近いところでは、若者がアイマラ語を話さなくなってきており、アイマラとしてのアイデンティティーが失われ、ペルアーノ（ペルー人）、ボリビアーノ（ボリビア人）としての新しいアイデンティティーが形成されつつある。これは新大陸、特にメキシコ以南のラテンアメリカ諸国における先住民のアイデンティティーが各自の言語と密接に結びついていることを、如実に示している。

## 音韻体系
アイマラ語の母音は  /a/,/i/,/u/の3種類をもち、長短を弁別する。ただし、音声的には[e]，[O]、[Λ] なども現れる。母音の長短は、音韻的には区別があるが、語根の弁別に関与することはまれで、接辞に連なる際に形態音韻論的な過程に関連する。中国語や英語と異なり、声調やアクセントは単語の弁別にはかかわらない。アクセントの強勢がおかれるのは、語の最後から２音節目である。ただし、語末の母音脱落時にもアクセントは移動しない。
子音は26種類(一部の方言では27種類)ある。
閉鎖音の調音の位置について、平音、帯気音(有気音)、放出音(喉頭化音)の3系統が区別される。調音点では、唇音、歯茎音、軟口蓋音、硬口蓋音、口蓋垂音の閉鎖音を音素上弁別する。閉鎖音は有声と無声を区別しないが、朝鮮語のように、無気音、有気音、声門閉鎖音を伴うものを弁別する。そのほか、鼻音と側音には歯茎音と軟口蓋音の区別があり、顫動音の /r/, 二つの半母音（/w/ と /j/）がある。強勢は通常次末（最後から二番目の音節）にあるが、長母音はその限りではない。元々は書き文字を持たなかったが、現在はスペイン語のアルファベットと記号を用いて表記している。

## 文法
アイマラ語は抱合語に含まれ、形態素はすべて、語根か接尾辞による。名詞や動詞でも、派生語や活用はすべて接尾辞の付加による。アイマラ語を特徴付けるのは文接辞であるが、これはたとえ一語であれ、かならずその種類にしたがって接辞をとる。
接辞は、-(C)CV-か-CVCV-の形をとる。
このほかの特徴としては、人称体系がある。特に、4人称複数形という聞き手を含んだわれわれをもち、それが聞き手を含んだ「大勢の」われわれという形で、聞き手を含んだ少数のわれわれと区別される。
時制に関しては、未来形と非未来形(現在および近い過去)をもつ。このほか、接辞(人称接辞に先行する)によって、完了形や進行形、習慣などのアスペクトが表現される。
アイマラ語は原則として、主語-目的語-動詞のSOV型である。ただし、主節と従属節の順序などは柔軟である。

## 挨拶の例
- 「カミサラーキ(kamisaraki)」ご機嫌いかがですか(丁寧な表現)
- 「カミサキ(kamisaki)」ご機嫌いかが
- 「ワリキ(wariki)」元気です
- 「ナヤハ ハポネサトゥワ(Nayaj Japones atu wa)」私は日本人です。